# Progonia brunnealis
Progonia brunnealis là một loài bướm đêm trong họ Noctuidae.